# Heteropyge araguayensis
Heteropyge araguayensis är en mångfotingart som först beskrevs av Christoph D. Schubart 1947.  Heteropyge araguayensis ingår i släktet Heteropyge och familjen Spirostreptidae. Inga underarter finns listade i Catalogue of Life.